# Poecilotheria formosa
Poecilotheria formosa é uma espécie de aranha pertencente à família Theraphosidae (tarântulas).